# Deutsches Meisterschaftsrudern 2014
Das 125. Deutsche Meisterschaftsrudern wurde 2014 in Köln und Eschwege ausgetragen. Insgesamt gab es 17 Medaillenentscheidungen. Dabei wurden in insgesamt 10 Bootsklassen bei den Männern und 7 bei den Frauen Deutsche Meister ermittelt.

## Medaillengewinner

### Männer
| Bootsklasse                           | Gold | Silber | Bronze |
| ------------------------------------- | --- | --- | --- |
| Einer                                 | Marcel Hacker (RC Magdeburg) | Eric Knittel (Berliner RC) | Philipp Wende (Wurzener Rvg. Schwarz-Gelb) |
| Doppelzweier                          | Crefelder RC 1883 Jonathan Rommelmann Marc Benger | Offenbacher RG Undine Maximilian Fränkel Daniel Kaiser | RC Hamm von 1890 Lars Schultz Patrik Möllerke |
| Zweier ohne Steuermann                | Rgm. RTHC Bayer Leverkusen / RV Treviris 1921 Trier Richard Schmidt Felix Drahotta                                                                         | Rgm. Ulmer RC Donau / RV Rauxel 1922 Malte Jakschik Maximilian Reinelt                                                                                     | Rgm. Passauer RV von 1874 / Bernburger RC Maximilian Planer Felix Wimberger                                                                                           |
| Doppelvierer                          | Bremer SC Malte Prohn André Müller Nils Hülsmeier Cedric Borchers                                                                                          | Stuttgarter RG von 1899 Christian Löffler Moritz Korthals Maximilian Hess Benjamin Bogenschütz                                                             | Mainzer RV von 1878 Georg Schafft Philipp Grebner Christoph Thiem Christian Scherhag                                                                                  |
| Vierer ohne Steuermann                | Frankfurter RG Germania 1869 Jonathan Koch Sven Keßler Jonas Kilthau Sascha Robertson                                                                      | Frankfurter RG Germania 1869 Alexander Usen Jan Kruppa Lukas Duhnkrack Nico Merget                                                                         | RV Saarbrücken Malte Duis Tobias Franzmann Matthias Schömann-Finck Jost Schömann-Finck                                                                                |
| Achter                                | Berliner RC Richard Lorenz Clemens Kuhnert Jonas Schützeberg Eric Knittel Anton Braun Bastian Bechler Andreas Kuffner Maximilian Korge Martin Sauer (Stm.) | Crefelder RC 1883 Alexander Thierfelder Larus Melka Moritz te Neues Kristof Wilke Moritz Koch Michael Naß Lars Henning Matthias Simons Denise Krins (Stf.) | RC Allemannia von 1866 Hamburg Jonas Briese Paul Weidenmüller Jan Altrup Fokke Beckmann Lars Wichert Florian Reinecke Torben Neumann Can Temel Jannike Domnick (Stf.) |
| Leichtgewichts-Einer                  | Lars Hartig (Friedrichstädter RG von 1926) | Jason Osborne (Mainzer RV von 1878) | Moritz Moos (Mainzer RV von 1878) |
| Leichtgewichts-Doppelzweier           | Stuttgarter RG von 1899 Florian Roller Mathias Mages | Siegburger RV 1910 Yannik Bauer Patrik Stöcker | Keine weiteren Boote am Start. |
| Leichtgewichts-Zweier ohne Steuermann | Rgm. RC Allemannia von 1866 Hamburg / Frankfurter RG Germania 1869 Jonathan Koch Lars Wichert                                                              | Rgm. Deutscher Ruder-Club von 1884 / Hannoverscher Ruder-Club von 1880 Julius Peschel Matthias Arnold                                                      | RC Allemannia von 1866 Hamburg Torben Neumann Can Temel |
| Leichtgewichts-Vierer ohne Steuermann | RC Allemannia von 1866 Hamburg Lasse Werder Jonas Ningelgen Torben Neumann Lars Wichert                                                                    | Bremer RV von 1882 Elias Hammer Anton Brandt Christian Henze Jens Große                                                                                    | Keine weiteren Boote am Start. |

### Frauen
| Bootsklasse                 | Gold | Silber                                                                            | Bronze                                                                             |
| --------------------------- | --- | --------------------------------------------------------------------------------- | ---------------------------------------------------------------------------------- |
| Einer                       | Annekatrin Thiele (SC DHfK Leipzig) | Lisa Schmidla (Crefelder RC 1883)                                                 | Carina Bär (Heilbronner RG Schwaben)                                               |
| Doppelzweier                | RV Saarbrücken Luisa Werner Anja Noske | Frankfurter RG Germania 1869 Leonie Pless Katrin Thoma                            | Hanauer RC Hassia Tina Christmann Annika Jacobs                                    |
| Zweier ohne Steuerfrau      | Rgm. RTHC Bayer Leverkusen / Ulmer RC Donau Kerstin Hartmann Kathrin Marchand                                                                                        | Rgm. Rostocker RC von 1885 / Essen-Werdener RC Julia Lepke Ronja Schütte          | Hallesche Rvg. Böllberg-Nelson 1885 Anne Becker Michaela Schmidt                   |
| Doppelvierer                | RV Saarbrücken Eva Brünnen Elisabeth Ursprung Luisa Werner Anja Noske                                                                                                | Hanauer RC Hassia Tina Christmann Annika Jacobs Svenja Schomburg Charlotte Meinen | Frankfurter RG Germania 1869 Leonie Pless Katrin Thoma Clara Bergau Regina Pieroth |
| Achter                      | Hanauer RC Hassia Charlotte Meinen Iris Garbade Tina Christmann Stephanie Wagner Claudia Henrich Svenja Schomburg Isabel Taeuber Annika Jacobs Nicola Flender (Stf.) | Keine weiteren Boote am Start.                                                    | Keine weiteren Boote am Start.                                                     |
| Leichtgewichts-Einer        | Anja Noske (RV Saarbrücken) | Marie-Louise Dräger (ORC Rostock von 1956)                                        | Judith Anlauf (RC Süderelbe von 1892 Hamburg)                                      |
| Leichtgewichts-Doppelzweier | ARC zu Münster Antonia Elke Lorena Schäfermeier | Keine weiteren Boote am Start.                                                    | Keine weiteren Boote am Start.                                                     |